# STAND BY ME ドラえもん 2
『STAND BY ME ドラえもん 2』（スタンド バイ ミー ドラえもん ツー）は、2020年11月20日に公開された日本のアニメーション映画。ドラえもん50周年記念作品として製作された。
当初は8月7日に公開予定だったが、新型コロナウイルス感染症の流行で延期された『ドラえもん のび太の新恐竜』の振り替え公開をするため、公開が延期された。ドラえもん映画作品が秋季に公開されるのは、歴代作品を通じて本作が初となった。
第44回日本アカデミー賞優秀アニメーション作品賞受賞作。

## 概要
『ドラえもん』の3DCGアニメとしては『STAND BY ME ドラえもん』以来、約6年ぶりとなる。本作では、原作の中でも特に「名作」との呼び声が高い「おばあちゃんのおもいで」、「ぼくの生まれた日」、「45年後…」の原作3ストーリーを再構築したものと、前作に組み込まれた「のび太の結婚前夜」の後日談である、のび太としずかの結婚式で起きた出来事（本作オリジナル）が交差して展開するストーリーである。

## 沿革
- 2019年
  - 12月14日 - 本作の公開が発表され、同時に特別映像が公開[2]。
- 2020年
  - 3月19日 - 3月6日に公開予定であった『ドラえもん のび太の新恐竜』が、本作の公開予定日であった8月7日に延期となったため、本作の公開日が延期[5][6]。
  - 7月27日 - 『STAND BY ME ドラえもん』から青年時代の野比のび太役を妻夫木聡が引き続き担当するほか、のび太のおばあちゃん役を宮本信子が担当することが発表された[7]。
  - 10月7日 - 公開日が11月20日に決定し、本ポスターのビジュアルと、主題歌を菅田将暉が担当することが発表された[3]。
  - 10月21日 - ゲスト声優としてナカメグロ役をバカリズム、入れかえロープ役を羽鳥慎一が担当することが発表された[8]。
  - 10月30日 - 小学館ジュニア文庫版発売。
  - 11月3日 - 小学館文庫版発売。

## あらすじ
8月7日の誕生日、0点の答案を見つけたママに叱られたのび太は、他の答案を天井裏に隠そうとして今は亡きおばあちゃんがよく直してくれたぬいぐるみを発見する。
おばあちゃんを懐かしむあまりにのび太は、ドラえもんと共におばあちゃんが生きていた時代へ向かう。小学生になったのび太を少しも疑わず受け入れるおばあちゃん。そして、「のびちゃんのお嫁さんに会いたい」というおばあちゃんにしずかとの結婚式を見せる約束をする。
しかし、ドラえもんに未来が変わったかもしれないと言われたのび太がタイムテレビで確認すると、結婚式当日、青年のび太はどこかへ逃げ出してしまっていた。
果たして、ドラえもんとのび太は青年のび太を連れ戻し、しずかと結婚させることができるのか、そしておばあちゃんとの約束を果たすことができるのか。

## 声の出演
- ドラえもん - 水田わさび
- 野比のび太 （のび太）- 大原めぐみ / 妻夫木聡（青年時代） / 川原瑛都（幼年時代） / 守屋楽弥（赤ちゃん）
- 源静香（しずか） - かかずゆみ
- 剛田武（ジャイアン） - 木村昴
- 骨川スネ夫 （スネ夫）- 関智一
- 野比玉子（のび太のママ） - 三石琴乃
- 野比のび助（のび太のパパ） - 松本保典
- しずかのパパ - 田原アルノ
- しずかのママ - 折笠愛
- 出木杉英才 - 萩野志保子 （テレビ朝日アナウンサー）
- ジャイ子 - 山崎バニラ
- 先生 - 高木渉
- のび太のおばあちゃん - 宮本信子
- ナカメグロ - バカリズム
- 入れかえロープ - 羽鳥慎一
- マネージャー - 吉野裕行
- 司会者 - 愛河里花子
- 牧師 - 山口太郎
- 中学生 - 松本健太、浅利遼太
- そのほか - 金子誠、大下昌之、岡部悟、滝谷将太、伊吹茅紘、咲々木瞳、宮崎珠子、中村源太、柴山大星、鈴江梨紗

## スタッフ
- 原作 - 藤子・F・不二雄[2]
- 監督・編集 - 八木竜一
- 脚本・共同監督 - 山崎貴
- 音楽 - 佐藤直紀
- 絵コンテ - 八木竜一、山崎貴
- アートディレクター - 花房真
- CGスーパーバイザー - 鈴木健之
- 音響監督/サウンドデザイナー - 百瀬慶一
- 3Dキャラクター監修 - むぎわらしんたろう、小林順子
- 宣伝クリエイティブディレクター - 佐々木宏
- 協力 - 川崎市 藤子・F・不二雄ミュージアム、高岡市 藤子・F・不二雄ふるさとギャラリー、DiFactory、IMAGICA
- サウンド協力 - テレビ朝日ミュージック、facemusic、SPOT、Freebird Entertainment Co.,Ltd、AUDIO PLANNING U、東宝スタジオ、東宝スタジオサービス、東宝ポストプロダクションセンター
- special thanks - 手塚プロダクション、大倉俊輔、呉桐桐、宮島竜治（J.S.E）、小林美優、深谷舞類航
- 製作 - 伊藤善章、梅澤道彦、丸山滋、西新、和田修治、中沢利洋、市川南、藤田浩幸、阿部秀司、島村達雄、加太孝明、清水厚志、多湖慎一、森君夫、寺内達郎、三吉吉三、平城隆司、佐藤吉雄、桒原美樹
- エグゼクティブプロデューサー - 伊藤善章、梅澤道彦、阿部秀司
- プロデューサー - 赤津一彦、守屋圭一郎、渋谷紀世子、高橋麗奈
- アソシエイトプロデューサー - 森文彦、天野賢、勝山健晴、八木征志、後藤正太郎、田中聡敏
- 企画・製作幹事 - テレビ朝日
- 制作プロダクション - シンエイ動画、白組、ROBOT[9]
- 制作協力 - 藤子プロ、阿部秀司事務所[9]
- 製作 - 「STAND BY ME ドラえもん2」製作委員会（藤子プロ、小学館、シンエイ動画、テレビ朝日、ADKエモーションズ、小学館集英社プロダクション、東宝、電通、阿部秀司事務所、白組、ROBOT、朝日放送テレビ[注 2]、メ～テレ、北海道テレビ、九州朝日放送、広島ホームテレビ、静岡朝日テレビ、東日本放送、新潟テレビ21[9]）
- 配給 - 東宝[9]

## 音楽

### サウンドトラック
『「STAND BY ME ドラえもん 2」オリジナル・サウンドトラック』のタイトルで2020年12月23日に発売。全20曲収録。
| #   | タイトル                   | 作詞 | 作曲・編曲 |
| --- | -------------------------- | ---- | ---------- |
| 1.  | 「前夜」                   |      |            |
| 2.  | 「のび太とのび太」         |      |            |
| 3.  | 「おばあちゃんに会いたい」 |      |            |
| 4.  | 「タイムテレビ」           |      |            |
| 5.  | 「急げ!」                  |      |            |
| 6.  | 「スモールライト」         |      |            |
| 7.  | 「披露宴」                 |      |            |
| 8.  | 「スピーチ??」             |      |            |
| 9.  | 「タイムマシンがない!?」   |      |            |
| 10. | 「タマシイムマシン」       |      |            |
| 11. | 「僕らを助けに」           |      |            |
| 12. | 「のび太はどこに?」        |      |            |
| 13. | 「あの頃の景色」           |      |            |
| 14. | 「入れかえロープ」         |      |            |
| 15. | 「Go スクーター」          |      |            |
| 16. | 「急旋回」                 |      |            |
| 17. | 「僕たちの思い出」         |      |            |
| 18. | 「未来に戻ろう」           |      |            |
| 19. | 「結婚」                   |      |            |
| 20. | 「おばあちゃんとの約束」   |      |            |

### 主題歌
エンディングテーマ「虹」
作詞・作曲 - 石崎ひゅーい / 編曲 - トオミヨウ / 歌 - 菅田将暉（Epic Records Japan）
挿入歌「ジャイアンにボエボエ」
作詞 - マイクスギヤマ / 作曲・編曲 - 沢田完 / 歌 - ジャイアン（木村昴）

## 批評
ライターの岡崎優子は、「あまりに不甲斐ない大人ののび太に正直イラっとした」と言いつつも、しずかちゃんやおばあちゃんの優しさの奥にある芯の強さ、包容力に敬服したとし、そうした女性に支えられるのび太はなんて幸せなのだろうと感想を述べた。また山崎監督の「（エンタメは）誰もが楽しめるものにしなきゃいけない」という姿勢を高く評価し、「大風呂敷を広げながらも、見事に撒いた種を最後には回収、爽快感すらある」と脚本を絶賛した。
一方、前作を「心底下品」と評していたRHYMESTERの宇多丸は、自身の番組『アフター6ジャンクション』の映画批評コーナーにおいて本作を「前作のかろうじて良かった部分さえ否定するようなことをやってしまった」「本当に救いがたい、蛇足にして駄作中の駄作」と酷評した。「他人の未来を変える行為に作り手は無頓着すぎる」というリスナーの意見も紹介しつつ、前作の批評にて自身が提示した「のび太の成長譚としての『ドラえもん』」という観点において、本作は「のび太がとにかく無制限に甘やかされ続けるだけにしか見えない」と評した。

伏線回収的な展開が特徴とされているプロットに関しては「これは伏線回収などではなく単に辻褄合わせをしているだけ」と指摘し、「そもそも辻褄合わせから発想しているお話である以上は、支離滅裂なものになるのも当然と言えば当然」と断じている。また、辻褄合わせで話を作っているせいで、終始周囲に迷惑をかけ続ける（＝成長していない）大人のび太や過度に聖女化された大人しずかを筆頭に登場人物たちのキャラクターが完全に破綻していると述べ、かろうじて良い部分はあった前作と比べても今作は全く「イイ話」とは思えないとした。
ライターの飯田一史は世間での評判が悪いことを前提として「そこまで泣かせに来ているストーリーとは思えない」としつつ、「"成熟しない"大人ののび太」を肯定する内容を、好ましく思うかどうかが評価の根幹に関わるポイントと指摘した。そこに昨今話題の自己肯定感やウェルビーイングといった現代的テーマが見え、考えさせられる映画だったと評した。
また、『キネマ旬報』において増當竜也は「作品そのもののクオリティは安定を保っているものの、内容的には前作の二番煎じといった印象を免れない」と述べ、「どうせなら前作と関連付けないまったく新しいエピソードを展開できなかったか」と指摘している。

## 興行成績
2020年11月21～22日の土日二日間で動員30万5000人、興収3億8600万円をあげ2位を獲得、20日（初日）から23日（月・祝日）までの4日間の累計では動員54万2000人、興収6億7100万円を突破した。新型コロナウイルス感染症の影響で2014年公開の前作『STAND BY ME ドラえもん』初登場土日二日間動員55万4911人、興収7億6724万8000円の成績を大きく下回った。最終的な興収は27.8億円となり、前作の3割程度にとどまった。
|                              | 動員数 （万人） | 動員数 （万人） | 動員数 （万人） | 興行収入 （億円） | 興行収入 （億円） | 備考                                    |
| 週末                         | 週末            | 累計            | 週末            | 累計              |                   | 備考                                    |
| ---------------------------- | --------------- | --------------- | --------------- | ----------------- | ----------------- | --------------------------------------- |
| 1週目の週末 (11月21日・22日) | 2位             | 30.5            |                 | 3.86              |                   | 23日まで累計興収6.7億円、動員54.2万人   |
| 2週目の週末 (11月28日・29日) | 2位             | 23.5            | 88.6            | 2.94              | 11.1              |                                         |
| 3週目の週末 (12月5日・6日)   | 2位             | 19.7            | 120.4           | 2.45              | 15.0              |                                         |
| 4週目の週末 (12月12日・13日) | 3位             |                 | 143.8           | 1.86              | 17.9              |                                         |
| 5週目の週末 (12月19日・20日) | 4位             |                 | 159.9           | 1.19              | 19.9              |                                         |
| 6週目の週末 (12月26日・27日) | 6位             |                 |                 | 0.76              | 21.5              |                                         |
| 7週目の週末 (1月2日・3日)    | 6位             |                 |                 | 0.86              | 24.3              |                                         |
| 8週目の週末 (1月9日・10日)   | 7位             |                 |                 | 0.35              | 25.7              | 11日まで累計興収26.0億円、動員211.0万人 |
| 9週目の週末 (1月16日・17日)  | 8位             |                 | 213.8           | 0.25              | 26.3              |                                         |
| 10週目の週末 (1月23日・24日) | 8位             |                 | 216.6           | 0.26              | 26.7              |                                         |
| 11週目の週末 (1月30日・31日) | -               |                 | 218.7           | 0.18              | 26.9              |                                         |
| 12週目の週末 (2月6日・7日)   | -               |                 | 220.3           |                   | 27.1              |                                         |
| 13週目の週末 (2月13日・14日) | -               |                 | 221.6           |                   | 27.3              |                                         |

## 受賞
- 第44回日本アカデミー賞 優秀アニメーション作品賞[15]

## 小説版
監督である山崎貴によるノベライズが小学館ジュニア文庫および小学館文庫の2判で発売された。ジュニア文庫版は前作のノベライズとの同時発売で、2冊の表紙が繋がるデザインになっている。
- 小学館ジュニア文庫 10月30日発売
『小説 STAND BY ME ドラえもん』ISBN 978-4-09-231345-3
『小説 STAND BY ME ドラえもん 2』ISBN 978-4-09-231346-0
- 小学館文庫 11月3日発売
『小説 STAND BY ME ドラえもん 2』ISBN 978-4-09-406839-9

## アトラクション
ユニバーサル・スタジオ・ジャパンにて、2020年8月4日から2021年1月6日まで「『STAND BY ME ドラえもん 2』 XRライド」が期間限定で運営された。

## 電車
2020年10月中旬より、西武鉄道の40000系1編成に本作品のラッピングが施されている。また、同社の30000系1編成に施されている「DORAEMON-GO!」では、車内広告を本作品に統一して運行している。